# Anthodon
Anthodon è un genere estinto di rettili erbivori, appartenente ai pareiasauri. Visse nel Permiano medio (circa 260 milioni di anni fa). I suoi resti sono stati ritrovati in Sudafrica, Tanzania e forse Russia. È stato avvicinato in passato all'origine delle tartarughe.

## Descrizione
Questo animale, lungo circa un metro e mezzo, è considerato un pareiasauro di dimensioni moderate, e doveva pesare circa un quintale. Il corpo massiccio era sorretto da possenti zampe poste parzialmente ai lati del corpo, mentre la coda era corta. Il cranio massiccio era piuttosto piccolo rispetto a quello di altri pareiasauri, e le ossa delle guance erano prive di ornamentazioni. Il corpo era ricoperto da piastre esagonali che formavano una notevole corazza. 

## Confusione dei resti
Descritto per la prima volta nel 1876, Anthodon (il cui nome significa "dente a fiore") fu ritenuto dapprima un dinosauro da Richard Owen, poiché il materiale fossile del Permiano venne mischiato con altri fossili (effettivamente appartenenti a un dinosauro) provenienti dal Cretaceo. Solo nel 1912 Robert Broom ridescrisse il materiale e separò i due esemplari; fu poi Franz Nopcsa, nel 1929, a descrivere il dinosauro cretaceo come Paranthodon (ovvero "a fianco di Anthodon"). Di Anthodon si conoscono varie specie: Anthodon serrarius (la specie tipo), A. gregoryi, A. minusculus ed A. rossicus.

## Classificazione
I pareiasauri sono stati avvicinati spesso all'origine delle tartarughe, a causa di alcune analogie nella struttura del cranio e alcune altre caratteristiche. In particolare, Anthodon è stato considerato il pareiasauro più prossimo alle tartarughe: la corazza di piastre esagonali ricorda per molti versi il piastrone dei cheloni attuali. Un altro pareiasauro a volte considerato parente prossimo delle tartarughe è Deltavjatia.
Attualmente si ritiene che le tartarughe non siano derivate dai pareiasauri, ed Anthodon è considerato un rappresentante dei Pumiliopareiasauria, un sottogruppo di pareiasauri molto specializzati e dalle dimensioni modeste. Altri animali simili erano Pumiliopareia pricei e Provelosaurus.